# Club Atlético Pardo
El Club Atlético Pardo fue un club de fútbol peruano fundado en 1899, ubicado en la Provincia Constitucional del Callao. Fue uno de los clubes más antiguos y de los más destacados del Callao. El club se fundó principalmente por alumnos del Colegio José Pardo de Lima. Tenía a disposición el campo deportivo Recreo Chalaco.

## Historia
Atlético Pardo fue fundado por 1899. Los integrantes del equipo era alumnos del Colegio José Pardo de la capital, quienes lograron ser mejor segundo puesto en el torneo de escuelas fiscales 1900 y campeonó el torneo interescolar de 1910. En 1903, su presidente horonario fue Armando Filomeno y presidente activo era Miguel Iturrizaga. El Atlético Pardo fue el primer club del Callao en tener 100 socios inscritos y a su vez, mantiene abierta las inscripciones en el local del colegio en Malambito. Además el club contaba con tres equipos de fútbol.
Durante los periodos 1903 al 1905, era la época de mayor actividad del club. Atlético Pardo fue unos de los primeros equipos chalacos , en enfrantarse partidos fútbol, contra equipos de la capital limeña. Tenemos como ejemplo: Unión Cricket (fútbol), Sportivo Alianza y Escuela Militar de Chorrillos (fútbol).
En los comienzos de a difusión del fútbol en el Callao; el club solía jugar encuentros con equipos provenientes de buques británicos y el Pilotines (equipo del combinado de jugadores de los diferentes buques británicos). Luego comenzó a tener encuentros con clubes del primer puerto entre ellos con: Sport Victoria , Club Independencia , Atlético Grau N°2 , English Comercial School, José Gálvez , Leoncio Prado , Sport Bolognesi , 2 de Mayo , Callao High School, Club Unión Juvenil , National F.B.C. , Almirante Grau , Morro de Arica y Atlético Chalaco.
Todos los acontecimientos, sucedieron antes de la creación de la Liga Peruana de Fútbol 1912. Muchos equipos del Callao de ese entonces, crearon con dificultad sus propias ligas chalacas (Liga Chalaca N°1 y Liga Chalaca N°2) bajo la administración de la Asociación Deportiva Chalaca. La Asociación Deportiva Chalaca operaban de manera independiente a la Liga Peruana hasta los años 20, que luego pasaría a formar parte de ella. El club participó en la Liga Chalaca N°2, hasta 1928.

## Rivalidades
El Atlético Pardo en su vida futbolística mantuvo rivalidades principalmente con: Atlético Chalaco , Club Independencia , José Gálvez , Unión Cricket (fútbol) y el Pilotines.

## Jugadores
- José M. Flores
- Juan Muchotrigo
- Ismael Quintana
- Arturo Arenas
- Augusto Brondi

## Participaciones
- Campeonato de Fiestas Patrias : 1903 , 1904 , 1905.

## Encuentros
- Partido amistoso de 1901 con Club Independencia.
- Partido amistoso de 1902 con Atlético Chalaco.
- Partido amistoso de 1910 con Unión Cricket.

## Equipos
- El club contaba con tres equipos de fútbol. Cada equipo participaba en campeonatos o partidos amistosos organizados por equipos chalacos u limeños, de manera independiente. A su vez, el club organizaba campeonatos internos.

### Evolución Indumentaria 1899 al 1929

#### Atlético Pardo (Equipo Principal)
| Titular 1 | Titular 2 | Titular 3 | Titular 4 | Alterno 1 | Alterno 2 | Alterno 3 | Alterno 4 |  |

#### Atlético Pardo (Equipo Secundario)
| Titular 1 | Titular 2 | Titular 3 | Titular 4 | Alterno 1 | Alterno 2 | Alterno 3 | Alterno 4 |  |

#### Atlético Pardo (Tercer Equipo)
| Titular 1 | Titular 2 | Titular 3 | Titular 4 | Alterno 1 | Alterno 2 | Alterno 3 | Alterno 4 |  |

## Enlaces
- Tema: La Liga Peruana de Fútbol., Capítulo 2 de La difusión del fútbol en Lima, tesis de Gerardo Álvares Escalona, Biblioteca de la Universidad Nacional Mayor de San Marcos
- Tesis Difusión del Fútbol en Lima- Cap.2
- Tema: La Liga Peruana de Fútbol., Capítulo 4 de Espectáculo y Autogobierno Del Fútbol, tesis de Gerardo Álvares Escalona, Biblioteca de la Universidad Nacional Mayor de San Marcos
- Tesis Difusión del Fútbol en Lima- Cap 4.

- Datos: Q5773225